# SQuba

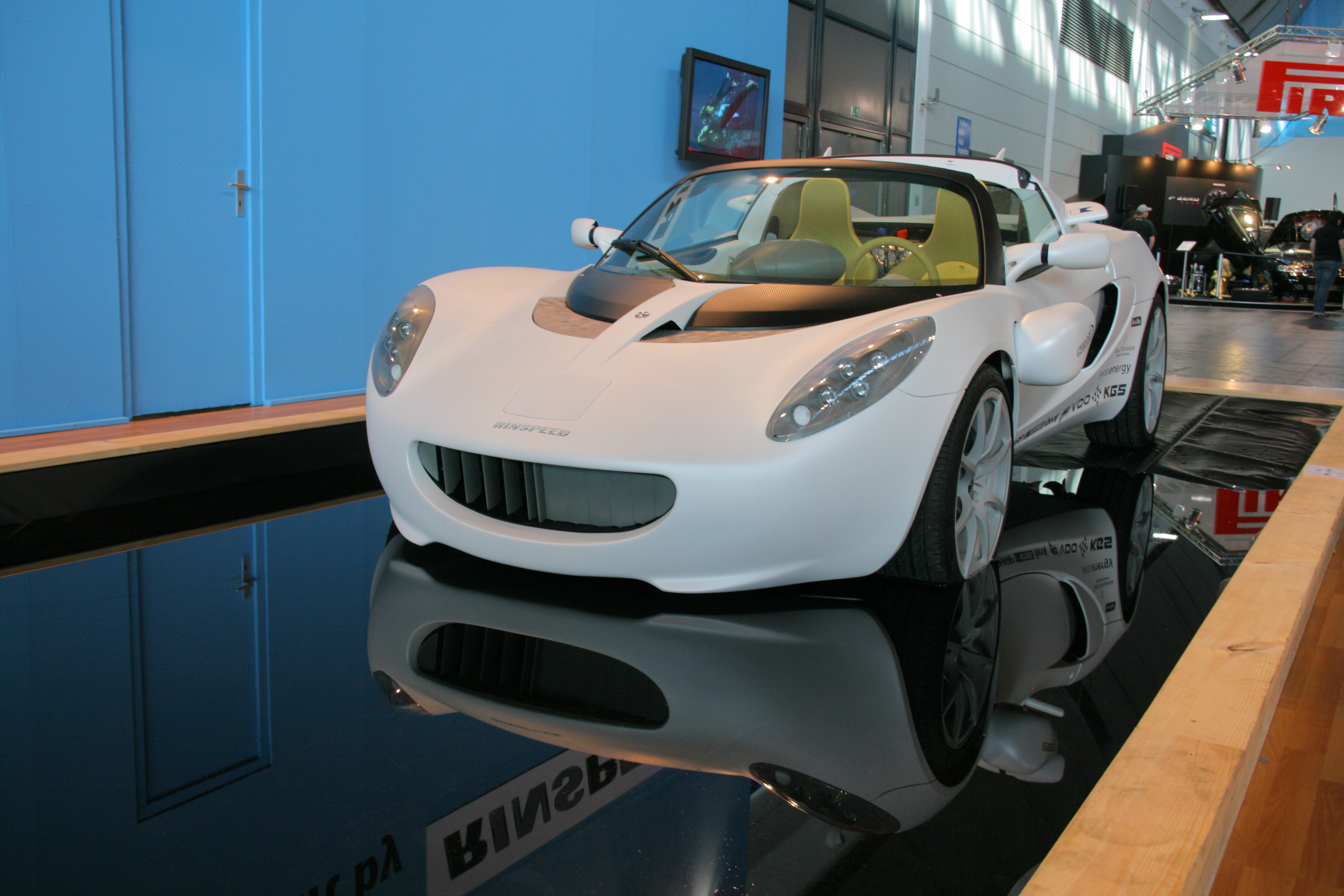
Rinspeed sQuba

sQuba är en bil som kan köras både på land och under vatten. Den har utvecklats av schweiziska företaget Rinspeed. Bilens chassi är ifrån början en Lotus Elise. Den ursprungliga idén för Rinspeeds grundare och VD Frank M. Rinderknecht kom då James Bond i filmen Älskade spion (1977) åkte med sin bil under vattnet.
sQuba visades för allmänheten för första gången på bilsalongen i Genève den 16 mars 2008. 

## Beskrivning
sQuba använder tre elmotorer, en för drift på land och två för drift under vatten. Den använder Litiumjonackumulatorer. När den är i vatten, flyter den på ytan tills föraren släpper in vatten för att komma under vattenytan. Det kan dyka till ett djup av 10 meter, den drivs då av två eldrivna propellrar som kompletterats med två vattenstrålar. De två vattenstrålar som är monterade på roterande ventiler på fordonets front ger styrning och stigning medan den är under vattnet och vattenstrålen baktill ger fart. Bilens topphastighet på land är 120 km/t. På vattenytan är toppfarten 6 km/t och under vatten är det 3 km/t. 

## Prototyp och produktion
Den existerande, fungerande prototypen kostar mer än US $ 1,5 miljoner att bygga. Produktion har inte planerats ännu.